# Acidoton
Acidoton – rodzaj roślin z rodziny wilczomleczowatych (Euphorbiaceae). Obejmuje 6 gatunków występujących w tropikach Ameryki Południowej.

## Systematyka
Pozycja według APweb (aktualizowany system APG III z 2009)
Rodzaj z rodziny wilczomleczowatych (Euphorbiaceae) należącej do rzędu malpigiowców (Malpighiales) z dwuliściennych właściwych.
Wykaz gatunków
- Acidoton haitiensis Alain
- Acidoton lanceolatus Urb. & Ekman
- Acidoton microphyllus Urb.
- Acidoton nicaraguensis (Hemsl.) G.L.Webster
- Acidoton urens Sw.
- Acidoton variifolius Urb. & Ekman